# Don't! (chanson de Shania Twain)
Pour les articles homonymes, voir Don't.
Singles de Shania Twain
Party for Two
(200t) I Ain't No Quitter
(2005)
Don't! est le deuxième extrait de la compilation de Shania Twain.

## Succès de la chanson
La chanson sera un succès mondial.
Aux États-Unis, sur les palmarès country, la chanson débute en 44e position et sera en mars 2005 en 24e position. Sur les palmarès adulte contemporain, la chanson débute en 29e position et sera en mai 2005 en 18e position. Sur les palmarès officiels, la chanson débute sur les palmarès avant le fameux Hot 100 en 22e position et sort des palmarès la semaine suivante.
Au Royaume-Uni, la chanson débute en 30e position et descend la semaine suivante à la 58e position. La chanson sera au top 10 au Canada.

## Vidéoclip
Le clip de Don't! a été tournée à Oaxaca, au Mexique et a été dirigé par Wayne Isham le 24 octobre 2004 et sera lancée en décembre 2004.

## Charts mondiaux
| Pays                             | Meilleure Position |
| -------------------------------- | ------------------ |
| Allemagne                        | 58                 |
| Canada                           | 10                 |
| Irlande                          | 48                 |
| Royaume-Uni                      | 30                 |
| États-Unis Billboard Hot 100     | 122                |
| États-Unis Billboard Pop 100     | 18                 |
| États-Unis Billboard Hot Country | 24                 |